# Плацентарні
Плацентарні або справжні звірі (Placentalia) — таксон (звичайно інфраклас) що містить плацентарних ссавців, як-от людина. Сестринською групою плацентарних (Placentalia) є сумчасті (Metatheria), які включають сумчастих ссавців та їх вимерлих родичів. Щиро кажучи, коли Томас Генрі Гакслі ввів таксон Eutheria (що перекладається з грецької мови як «справжні звірі») у 1880 році, він намагався ввести ширшу групу, ніж її передвісник Placentalia (що перекладається з латини як «плацентарні»). Eutheria таким чином включає як Placentalia, так і деяких вимерлих ссавців, разом формуючи монофілетичну групу. У цих тварин немає клоаки й травна та сечовидільна системи відкриваються назовні самостійними отворами.
Більшість живих ссавців плацентарні. Інші дві сучасні групи ссавців — клоачні (Monotremata) і сумчасті (Marsupialia), хоча є й інші групи вимерлих ссавців. Плацентарні відрізняються від інших ссавців тим, що у них зародок живиться протягом вагітності через плаценту, тоді як у більшості інших це не так (бандикути — відомий виняток із цього правила). Вони розмножуються статевим шляхом, і дитинчата виношуються матір'ю, поки вони повністю не розвинуться та не стануть здатними до відносно самостійного життя. Плацентарні, подібно до пов'язаних сумчастих, живородні. Члени групи знайдені на всіх континентах і у всіх океанах.
Найдавніший з відомих видів плацентарних — Eomaia scansoria з нижчого крейдового періоду, знайдений на території Китаю. Це поза сумнівом член плацентарних, але стегна тварини дуже вузькі, щоб дозволити народження повністю розвинених дитинчат. Це свідчить, що плацента грала незначну роль в розвитку молоді.

## Внутрішня класифікація
Звичайно плацентарні поділяються на чотири надряди: Afrotheria, Xenarthra, Laurasiatheria і Euarchontoglires. Точні еволюційні відносини серед цих надрядів все ще залишаються частково спірними. Одна реконструкція пропонує, що найстаріший розкол відбувся між Afrotheria та рештою груп приблизно 105 мільйонів років тому, коли Африканський континент відокремився від інших (назва Afrotheria походить від коренів Afro- «Африка» і -theria «тварини»). Генетичний аналіз і аналіз скам'янілостей свідчать, що група Xenarthra розвилася в Південній Америці й відділилася від двох інших груп пізніше. Таким чином, Laurasiatheria і Euarchontoglires дещо спорідненіші, ніж інші надряди та інколи групуються разом у кладу Boreoeutheria.
Проте, деякі дослідники вважають таку класифікацію, хоча і засновану на порівняльному аналізі ДНК, дещо попередньою, оскільки вона часто суперечить попереднім класифікаціям, заснованим на морфологічних рисах. Наприклад, виразні морфологічні особливості Xenarthra (яка включає лінивців і їжатців), раніше приводили до того, що всі інші плацентарні ссавці групувалися до таксона Epitheria, залишаючи Xenarthra окремою групою. Інша реконструкція розміщала Xenarthra і Afrotheria разом в межах клади Atlantogenata, спорідненої до Boreoeutheria. Ще інша реконструкція розміщала Xenarthra і Boreoeutheria разом в межах клади Exafroplacentalia, спорідненої з Afrotheria.